# Октябрське (Октябрський район, Оренбурзька область)
Октя́брське (рос. Октябрьское) — село, центр Октябрського району Оренбурзької області, Росія.

## Населення
Населення — 7701 особа (2010; 7642 у 2002).
Національний склад (станом на 2002 рік):
- росіяни — 85 %